# 梅普爾鎮區 (內布拉斯加州道奇縣)
梅普爾鎮區（英語：Maple Township）是位於美國內布拉斯加州道奇縣的一個行政鎮區。

## 地方資料
梅普爾鎮區的面積為93.21平方千米，當中陸地面積為93.16平方千米，而水域面積為0.05平方千米。根據2020年美國人口普查的數據，當地共有人口326人，而人口密度為每平方千米3.5人。